# 職務発明
職務発明（しょくむはつめい）は、企業の従業者等が、その職務上で行った発明である。従業者発明とも呼ばれる。

## 概要
企業は一般に職務発明を奨励するため発明報奨制度を設けており、多くの国では職務発明制度が法律で定められている。発明報奨は、時期的には、特許出願時、実施や権利化前、自社で実施した時や他者へのライセンス・権利譲渡をした時等に付与され、その内容としては、金銭的報奨、非金銭的報奨、人事処遇等がある。

## 日本における職務発明

### 概要
日本の特許法における職務発明は、「従業者等」（会社の従業員など）が職務上行った発明のことである。
特許法は、発明をした者が特許を受ける権利を有すると定めており（特許法29条1項柱書）、会社の従業者が職務上発明を行った場合でも、特許を受ける権利は従業者個人に原始的に帰属する。しかし会社が多額の開発投資を行った結果として生まれた発明について従業者個人が特許を取得することとなれば、会社は開発投資に見合った収益を得られず、開発投資への意欲を失わせてしまう。
そこで、使用者と従業者との利益のバランスをとるため、特許法では、会社には通常実施権（後述）が認められている。また、「使用者等」（会社など）は、契約や勤務規則などによってあらかじめ定めておけば、職務発明を発明者である従業員から承継すること（予約承継）ができる（特許法35条2項の反対解釈）。
出願等の煩雑な手続や特許の有効利用の面から、実務上は予約承継の方法がとられることが多いが、一般的に会社は従業者に対して社会的に強い立場にあるため、予約承継を認めることによって発明者たる従業者の権利を不当に害するおそれがある。そこで、会社が従業員から職務発明を承継した場合、会社は「相当の対価」を従業者に支払わなければならないことを定めている（特許法35条3項）。2004年に、この規定に基づいて会社に対して200億円の支払いを命じる判決（詳細は#職務発明に関する主な判例・裁判例参照）がでたこと等をきっかけに、社会的にも職務発明が注目されるようになった。
このように、使用者と従業者との利益のバランスをとるため、特許法35条は、従業者・会社双方の貢献によってなされた職務発明ゆえの「利害調整規定」と言われる。
なお、特許法35条は実用新案法、意匠法において準用されている（実用新案法11条3項、意匠法15条3項）。

### 職務発明の要件（特許法35条1項）
- 「使用者等」（使用者、法人、国、地方公共団体）の「従業者等」（従業者、法人の役員、国家公務員、地方公務員）が行った発明であること。
- 発明が使用者等の業務範囲に属し、かつ、発明が従業者等の現在又は過去の職務に属すること。

使用者等の業務範囲に属さない発明は自由発明という。また、使用者の業務範囲には属するが、従業者等の現在又は過去の職務に属さない発明は業務発明という。
たとえば、自動車の製造、販売を行う会社の従業員が「おいしい冷凍枝豆」を発明した場合には自由発明である。また、自動車の製造、販売を行う会社の営業職員が「自動車用エンジン」の発明をした場合には業務発明となる。自由発明および業務発明について予約承継することはできず、そのような契約、勤務規則等は無効である（特許法35条2項）。

### 職務発明の対価
前述の通り、特許法は、予約承継を認める一方で、従業員が会社に職務発明についての特許を受ける権利を譲渡した場合には「相当の対価」を請求できることを定めている。これが、特許法の中にありながら、35条が「労働法の一部を構成する」（後述する東京高裁「光ディスク事件」判決など）とも言われるゆえんである。「相当の対価」の額については、会社が一方的に定めることができず、従業者の同意が必要である。会社が一方的に定めた対価に対して、従業者に争いがある場合には裁判所がこれを算出し、不足分についての支払を命じることができる（後述する最高裁平成15年4月22日判決）。このように、会社が一方的に定めた「相当な対価」の額は最終的に裁判所が判断することとなるため、会社にとっては、社内の職務発明規定などに基づいて相当と思われる対価を支払っていても、従業員から訴訟を起こされるリスクをゼロにすることができない。

#### 平成16年改正法
そのため、企業関係者の間から職務発明について定めた特許法35条を改正するように求める声が高まり、平成16年の特許法改正で特許法35条4項が改正された上で同5項が追加され、対価に対して従業者の同意がない場合など不合理と認められる場合にのみ裁判所が対価を算出することとなった。改正の検討作業においては、職務発明の対価を全面的に契約に委ねる案が主に企業関係者から強く主張された一方、学識経験者などの間では従業員の権利を守るために平成16年改正前の規定を維持するべきであるとの主張も根強く、結局、両者の折衷案的な現在の規定に落ち着いた。

#### 平成27年改正法
平成16年改正によって社内規定等が尊重されて訴訟が減ることを期待する声がある一方、結局は裁判所が対価を算定する制度は残っており、改正前と実質的な差異は少ないと見る見方もある。企業関係者などから再度特許法35条を改正して対価について全面的に契約に委ねるべきとの主張が依然としてあった。
そこで、産業構造審議会知的財産分科会特許制度小委員会での検討や、閣議決定を経て、職務発明制度の見直しを含む「特許法等の一部を改正する法律」（平成27年法律第55号）が成立。2015年7月10日に公布され、2016年4月1日に施行された。本改正法では、契約、勤務規則その他の定めにおいてあらかじめ使用者等に特許を受ける権利を取得させることを定めたとき、その特許を受ける権利は原始的に使用者等に帰属することとされた。法案の閣議決定前には、「従業員との合意で社内規則や契約方法を決めたケースに限り」使用者に帰属するとの要件が盛り込まれると報道されたが、実際の法案にはこのような要件は明記されなかった。35条の「相当の対価」を決定する手続については、経済産業大臣が手続指針を定めることとされ、2016年4月22日に「特許法第35条第6項に基づく発明を奨励するための相当の金銭その他の経済上の利益について定める場合に考慮すべき使用者等と従業者等との間で行われる協議の状況等に関する指針」が経済産業省告示として公表されている。

#### 法定通常実施権
前述のように、職務発明についての特許を受ける権利は従業者等に原始的に帰属することから、従業者等がこれを使用者等に承継させずに、自ら特許権を取得したり、特許を受ける権利を他の者に承継させてその者が特許権を取得することがありうる。その場合、使用者等はその発明を実施することができなくなり、発明を完成させるための開発投資を回収できなくなる。そこでそのような事態を防止するため、使用者等以外の者が職務発明について特許を受けた場合には、使用者等に無償かつ全範囲の通常実施権が発生する（特許法35条1項）。
同条5項（旧4項）の「発明により使用者等が受けるべき利益の額」は、実施を独占することで見込まれる額であり、上の通常実施権行使による利益を含まないとされる（東京地方裁判所平成23年1月28日判決。平成20年ワ22178号）。これによれば、対価が少ないとき、発明者は通常実施権で利益が上がっていることを理由に対価の増額を主張することができない。

#### 消滅時効
職務発明の予約承継による従業者等の対価請求権にも消滅時効が存在する。対価請求権は債権なので、民法167条1項により10年で消滅する（商法522条が適用されて5年で消滅するという学説もある）。消滅時効の起算点は、勤務規則等で対価の支払時期が規定されている場合にはその支払時期であり（最高裁平成15年4月22日判決）、支払時期が規定されていない場合には特許を受ける権利を使用者等に承継させたときである（大阪高裁平成6年5月27日判決）。
会社の従業員が在職中に会社を相手に対価の支払を請求する訴訟を提起することは困難なので、退職後に訴訟となることが多いが、その際には上記の消滅時効に留意する必要がある。

### 職務発明に関する主な判例・裁判例
- 最高裁昭和43年12月13日判決（民集22巻13号2972頁）

石灰窒素を製造販売する会社（被上告会社）の取締役が、会社の窒素生産の向上を図るために行った製造炉の改良考案は、役員としての任務に属するものであるから職務考案であり、被上告会社は通常実施権を有すると判示。
- 大阪地裁平成6年4月28日判決（判例時報1542号115頁）

マホービンの製造販売会社の元従業員である原告が、在職中に行ったステンレス製マホービンの発明について、主位的に職務発明ではないとして譲渡対価の支払を請求し、予備的に職務発明譲渡の相当な対価を請求した。裁判所は、従業者が当該発明をすることをその本来の職務と明示されておらず、自発的に研究テーマを見つけて発明を完成した場合であっても、その従業者の本来の職務内容から客観的に見て、その従業者等がそのような発明を試みそれを完成するよう努力することが使用者との関係で一般的に予定され期待されており、かつ、その発明の完成を容易にするため、使用者が従業者に対し便宜を供与しその研究開発を援助するなど、使用者が発明完成に寄与している場合をも含むと解するのが相当であるとして、主位的請求を棄却した。
- 最高裁平成15年4月22日判決「オリンパス事件」（民集57巻4号477頁)

職務発明の承継に対する相当の対価について、勤務規則等に定められた額が支払われていたとしても、これによる対価の額が「相当の対価」に満たない場合には不足分の支払いを請求できることを最高裁として初めて示した判決。
オリンパスの元従業員である原告が在職中に行った職務発明である「ピックアップ装置」についての特許を受ける権利の対価の一部として2億円（控訴審で5,000万円に減額）を請求した。最高裁は、いまだ職務発明がされておらず、承継されるべき特許を受ける権利等の内容や価値が具体化する前に、あらかじめ対価の額を確定的に定めることができないことは明らかであって、（中略）これが許容されていると解することはできない。換言すると、勤務規則等に定められた対価は、これが同条（引用注：特許法35条）3項、4項所定の相当の対価の一部に当たると解し得ることは格別、それが直ちに相当の対価の全部に当たるとみることはできないのであり、（中略）勤務規則等により職務発明について特許を受ける権利等を使用者等に承継させた従業者等は、当該勤務規則等に、使用者等が従業者等に対して支払うべき対価に関する条項がある場合においても、これによる対価の額が同条4項の規定に従って定められる対価の額に満たないときは、同条３項の規定に基づき、その不足する額に相当する対価の支払を求めることができると解するのが相当であると判示して、被告会社に228万9,000円及びその利息の支払いを命じた。
- 最高裁平成18年10月17日判決「光ディスク事件」（民集第60巻8号2853頁）

日立製作所の元従業者である原告が、在職中に行った発明について、相当の対価を請求した事件。一審の東京地裁は、属地主義の原則（属地主義に関しては、工業所有権の保護に関するパリ条約の項も参照）に照らすと特許を受ける権利の譲渡についてはそれぞれの国の特許法を準拠法とすべきで、特許法35条の規定は外国において特許を受ける権利について適用されないとした上で、相当の対価を3,474万円と認定した（東京地裁平成14年11月29日判決）。
これに対して東京高裁は、「相当の対価」は、外国の特許を受ける権利等に関するものも含めて法律により一元的に決定されるべき事柄であるとして、外国において特許を受ける権利についても特許法35条が適用されると判断し、外国において被告会社が得る利益も考慮して、1億2,810万6,300円を相当の対価と認定した（東京高裁平成16年1月29日判決）。
裁判所が認定した相当の対価の額としては、当時の最高額であった（ただし次の日に下記の「青色発光ダイオード事件」に抜かれた）。
最高裁は、外国の特許を受ける権利の譲渡に伴って譲渡人が譲受人に対してその対価を請求できるかどうか、その対価の額はいくらであるかなどの特許を受ける権利の譲渡の対価に関する問題（中略）の準拠法は法例7条1項の規定により、第1次的には当事者の意思に従って定められると判示し、（35条1項及び2項と対照して）同条3項にいう「特許を受ける権利」についてのみ外国の特許を受けることが含まれることは、文理上困難であって、外国の特許を受ける権利の譲渡に伴う対価の請求について同項及び同条4項の規定を直接適用することはできないとしながらも、特許を受ける権利は、各国ごとに別個の権利として観念し得るものであるが、その基となる発明は、共通する一つの技術的創作活動の成果であり、発明をした従業者等と使用者等との間の当該発明に関する法律関係を一元的に処理しようというのが当事者の通常の意思と解される。そうすると、同条3項及び4項の規定については、その趣旨を外国の特許を受ける権利にも及ぼすべき状況が存在するというべきである。したがって、（中略）当該外国の特許を受ける権利の譲渡に伴う対価請求については、同条3項及び4項の記載が類推適用されるとして、日立製作所の上告を棄却した。
- 東京地裁平成16年1月30日判決「青色発光ダイオード事件」

日亜化学工業の元従業者である原告、中村修二は同社に在職中に「窒化物半導体結晶膜の成長方法」の発明を行い、この発明は同社によって特許出願された後、特許権として設定登録された（特許第2628404号）。原告は主位的にこの発明についての特許を受ける権利は同社に承継されていないとして特許権の一部移転を、予備的に職務発明承継の対価の一部として200億円を請求した。
裁判所は当該分野における先行研究に基づいて高度な技術情報を蓄積し、人的にも物的にも豊富な陣容の研究部門を備えた大企業において、他の技術者の高度な知見ないし実験能力に基づく指導や援助に支えられて発明をしたような事例とは全く異なり、小企業の貧弱な研究環境の下で、従業員発明者が個人的能力と独創的な発想により、競業会社をはじめとする世界中の研究機関に先んじて、産業界待望の世界的発明をなしとげたという、職務発明としては全く稀有な事例である。このような本件の特殊事情にかんがみれば、本件特許発明について、発明者である原告の貢献度は、少なくとも50％を下回らないとして、被告会社が本件特許発明を独占することにより得ている利益（独占の利益）である1,208億6,012万円の2分の1である604億3,006万円が相当の対価であると認定し、原告の予備的主張を満額で認めて200億円の支払を命じた。
この判決は企業関係者に大きな衝撃を与え、高裁での審理が世間の注目を集めたが、高裁では裁判所の勧告を受けて、上記特許以外の特許の対価も含めて被告会社が原告に6億857万円（利息を加えるとおよそ8億4,000万円）を支払うことで和解が成立した。審理に当たった東京高裁は、当事件の社会的な重要性に鑑みて、異例の「和解についての当裁判所の考え」を公表した。これによれば、当裁判所も、被控訴人（引用注：原告）の職務発明の全体としての貢献度の大きさをこれまでに前例のない極めて例外的なものとして高く評価するとしながらも、相当の対価は、従業者等へのインセンティブとなるのに十分なものであるべきと同時に、企業等が厳しい経済情勢及び国際的な競争の中で、これに打ち勝ち、発展していくことを可能とするべきものであるべきなどとして、発明への原告の貢献度を5％と判断している。6億円以上という職務発明の対価は、一審判決より大幅に減じられたとはいえ、過去最高額である。
- 東京地裁平成16年2月24日判決「アスパルテーム事件」

味の素（被告）の従業者だった原告は、人工甘味料アスパルテーム（L-α-アスパルチル-L-フェニルアラニンメチルエステル）の製造方法などの10件の発明を行い、これらの発明について被告会社は職務発明として特許を受ける権利を承継し（対価として特許報奨規程及び特許報奨規程運営要領に基づき原告に1,000万円を支払った）、日本、アメリカ合衆国などで特許権を取得した。原告は、職務発明承継の相当の対価として20億円及びその利息を請求した。
裁判所は職務発明に係る特許を受ける権利についての準拠法は雇用契約の準拠法によるから日本の特許法であるとし、特許法35条3項にいう「特許を受ける権利」に、外国において特許を受ける権利が含まれないと解すべき理由はないとして、外国において特許を受ける権利の承継についても特許法35条に基づいて相当の対価を請求できるとした上で（上記「光ディスク事件」の東京高裁判決を踏襲したものと考えられる）、被告会社が本件特許権によって受けるべき利益を79億7,400万円と算定して、発明者らの貢献度を5％、そのうち原告の貢献度を50％とし、1億9,935万円（79億7,400万円×0.05×0.5）が相当の対価であり、そこからすでに支払済みの1000万円を控除した1億8935万円及びその利息の支払を命じた。
- 東京地裁平成22年6月23日判決

日立製作所で1988年5月に半導体集積回路の複写技術を発明した同社の元社員が「正当な対価が支払われていない」として、同社に6億円の支払いを求め東京地裁に訴訟を起こした。同地裁は2010年6月23日に、「発明で利益を得られたのは会社が大きく貢献しているため」として、請求より減額した約6,300万円の支払いを命じる判決を言い渡した。